# کانولو
کانولو (به ایتالیایی: Canolo) یک منطقهٔ مسکونی در ایتالیا است که در استان رجو کالابریا واقع شده‌است.

## خصوصیات
کانولو ۲۸٫۲ کیلومترمربع مساحت و ۹۰۱ نفر جمعیت دارد.